# Рижівська сільська рада (Чуднівський район)
Рижівська сільська рада — колишня адміністративно-територіальна одиниця та орган місцевого самоврядування у Чуднівському районі Бердичівської округи, Вінницької та Житомирської областей Української РСР з адміністративним центром у селі Рижів.

## Населені пункти
Сільській раді на час ліквідації були підпорядковані населені пункти:
- с. Рижів.

## Населення
Відповідно до перепису населення СРСР, станом на 17 грудня 1926 року, чисельність населення ради становила 554 особи, з них, за статтю: чоловіків — 293, жінок — 261, етнічний склад: українців — 138, євреїв — 18, поляків — 398. Кількість господарств — 104.
Кількість населення ради, станом на 1931 рік, становила 621 особу.

## Історія та адміністративний устрій
Створена 2 січня 1926 року, відповідно до рішення Бердичівської ОАТК (протокол № 1/4 «Про відкриття нових сільрад»), в складі хуторів Омецинського та Рижів Дриглівської сільської ради Чуднівського району Бердичівської округи. Станом на 17 грудня 1926 року в підпорядкуванні значився х. Чернецького. На 1 жовтня 1941 року хутори Омецинського та Чернецького не перебували на обліку населених пунктів.
Станом на 1 вересня 1946 року сільська рада входила до складу Чуднівського району Житомирської області, на обліку в раді перебувало с. Рижів.
Ліквідована 11 серпня 1954 року, відповідно до указу Президії Верховної ради Української РСР «Про укрупнення сільських рад по Житомирській області», територію ради та с. Радичі приєднано до складу Кихтівської сільської ради Чуднівського району Житомирської області.